# Pont de Freeport
Le pont de Freeport de Cowansville, au Canada, relie les deux rives de la rivière Yamaska depuis 1870. Il fut le premier pont couvert de Cowansville. Trois au total furent construits, seul le pont de Freeport est encore existant.

## Histoire
Le pont fut construit en 1870.

## Caractéristiques
La ferme du pont est de type Town simple renforcé avec des chevilles de bois dur.

## Toponyme
La ville de Cowansville était autrefois composée de trois villages : Sweetsburg, Freeport, et Nelsonville. Le pont fut érigé et mis en service dans le village de Freeport, nommé en l'honneur de Freeman Eldridge, un constructeur de la région qui a notamment construit la première église anglicane de Freeport en 1855,. La fusion des trois villages n'aura lieu qu'en 1876.

## Couleur
Le lambris est entièrement rouge.

## Galerie

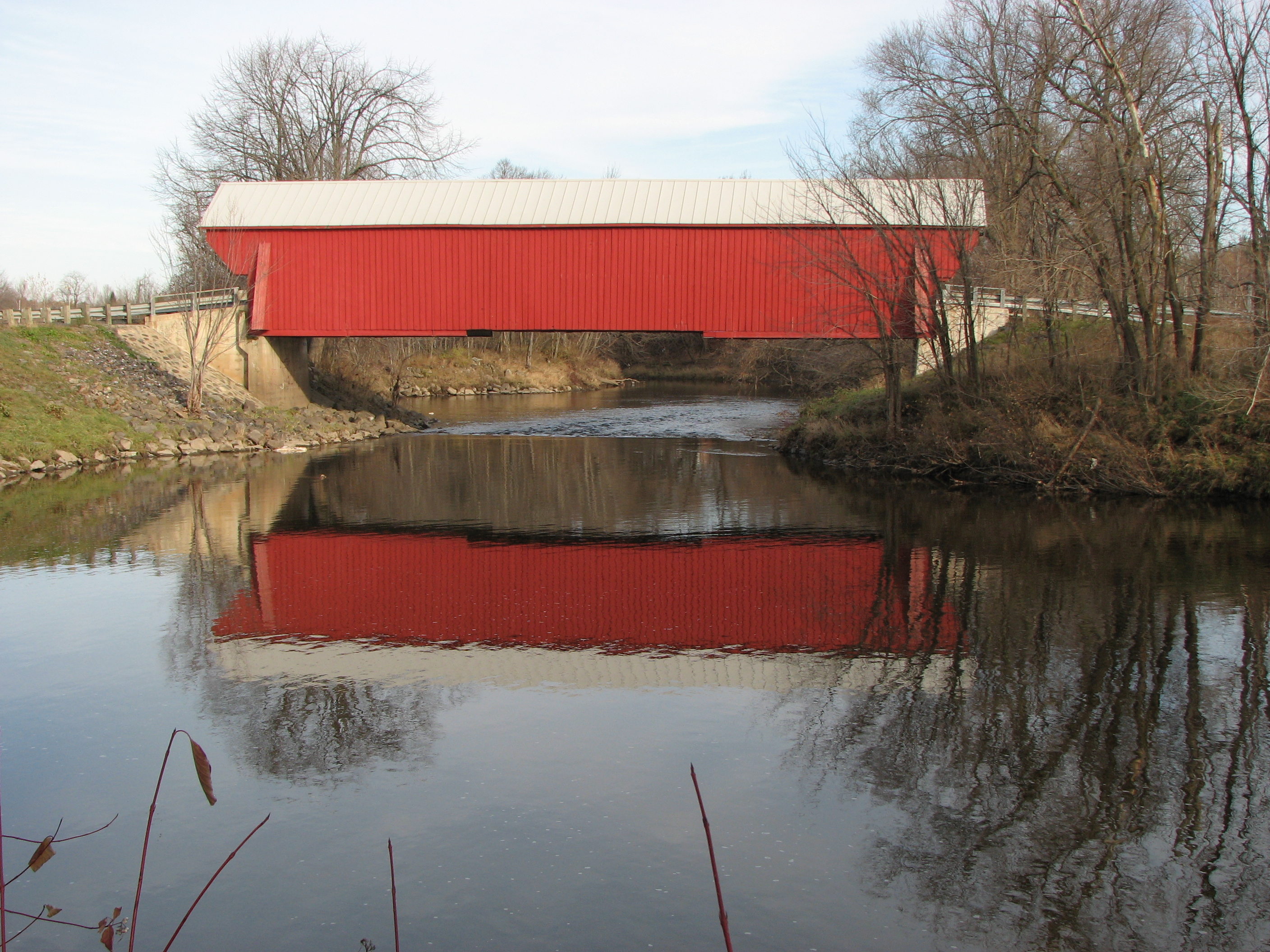
Vue de côté
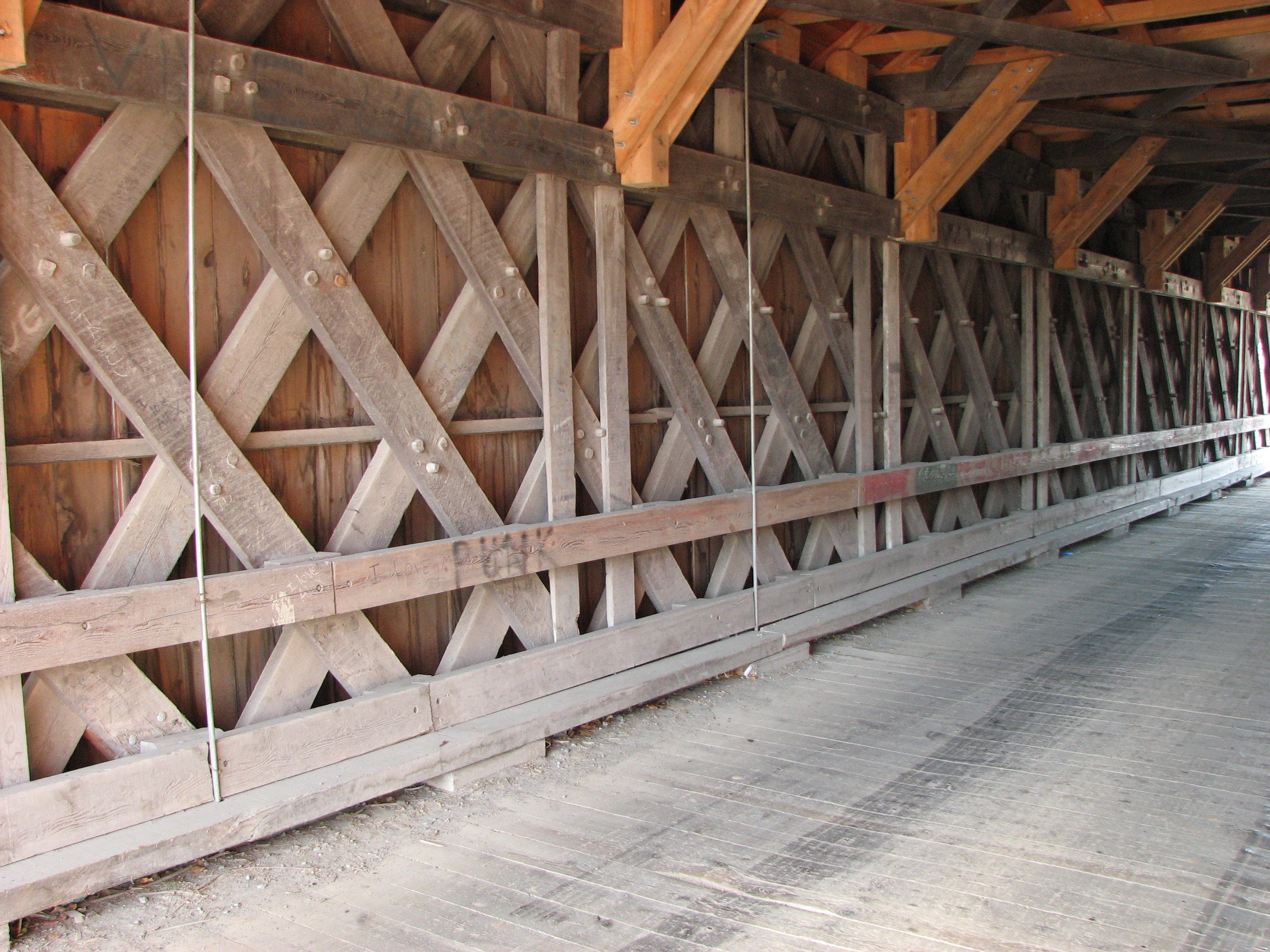
Vue de l'intérieur
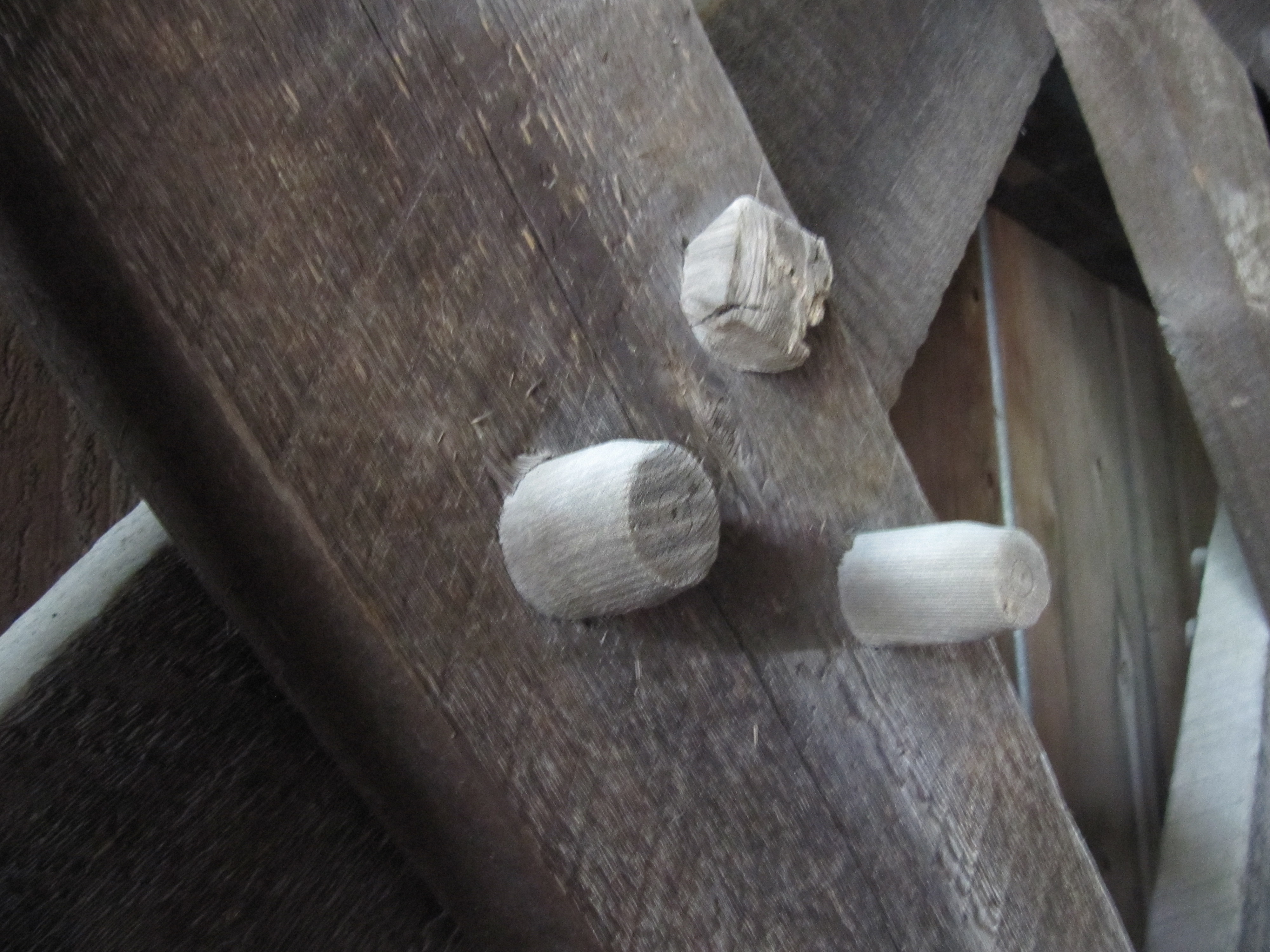
Chevilles de bois dur utilisées
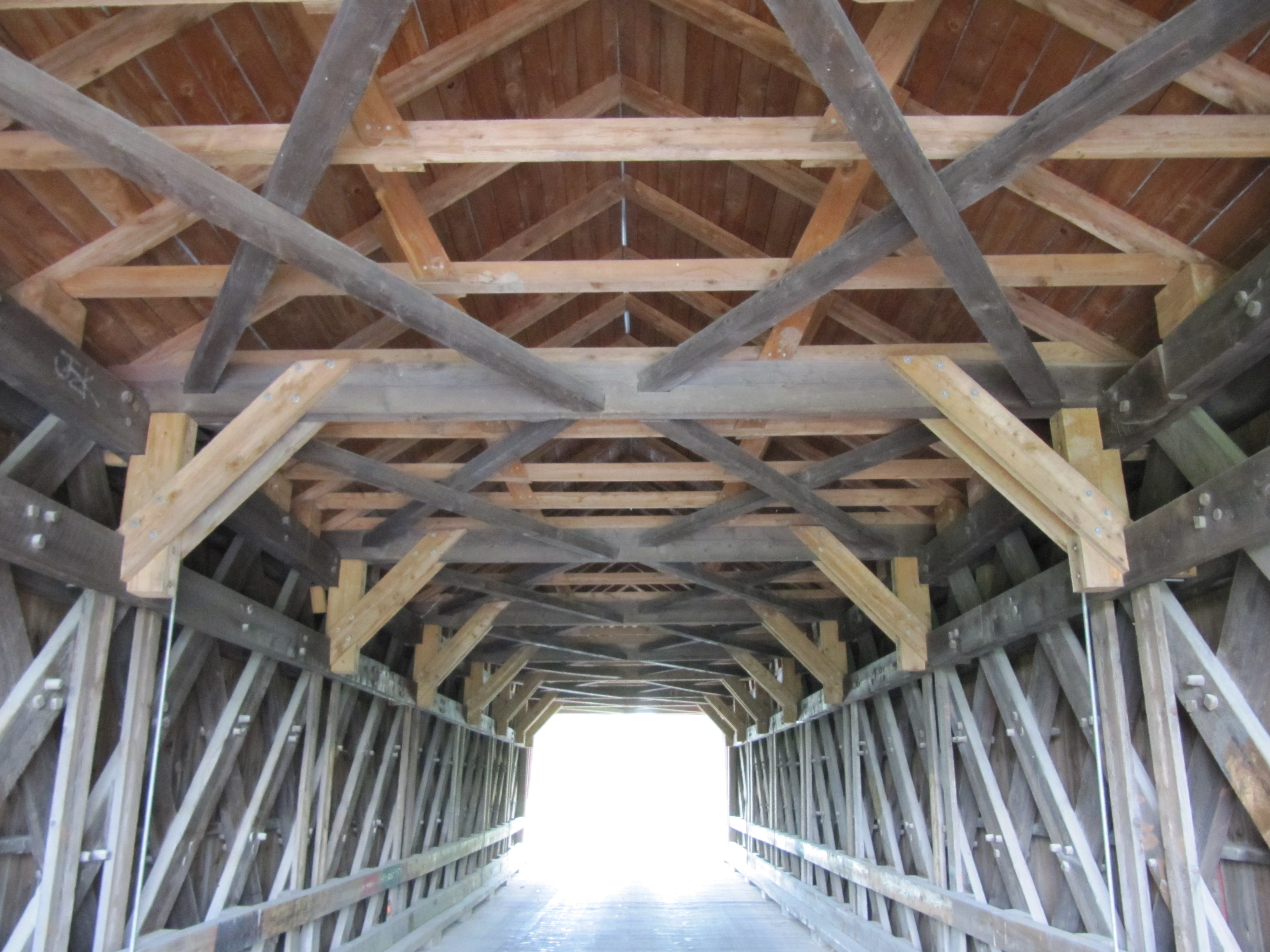
Structure du toit